# MC Federado & Os Leleks
MC Federado & Os Leleks é um grupo de funk carioca formado em 2012, na cidade de Niterói. Atualmente o grupo é formado pelos integrantes MC Federado, Alan e Alex Jr.

## História
MC Federado & Os Leleks (Leleques estilizado como "Leleks"), em 8 meses de carreira, ficaram conhecidos nacionalmente com seu hit "Passinho do Volante (Ah, Lelek Lek Lek)". A canção ficou conhecida quando o futebolista brasileiro Neymar fez a coreografia da música durante a comemoração de um gol dele, jogando pelo Santos Futebol Clube. O hit ultrapassou mais de 25 milhões de acessos no YouTube. O grupo começou por brincadeira, o primeiro videoclipe foi gravado com produção totalmente caseira, ao custo de apenas 70 reais pago pelos próprios garotos. A música já possui um videoclipe oficial com a participação de Sabrina Sato, produzido pela equipe do Pânico na Band.
Em Juiz de Fora, interior de Minas Gerais, cinco rapazes enganaram o público se passando por Os Leleks, mas foram presos em flagrante. Foram encaminhados para a 1ª Delegacia Regional de Polícia Civil de Juiz de Fora o falso MC Federado e os Leleks, dois empresários dos funkeiros e o responsável pela casa de shows Turuna, onde eles se apresentavam.
A canção "Passinho do Volante (Ah, Lelek Lek Lek)" tornou-se um meme em 2013. A canção foi usado na campanha publicitária da Mercedes-Benz do modelo Classe A no Brasil.

## Ah Leke
Em 2014 o rapper americano Pitbull sampleou a música de sua faixa "Ah Leke" para seu álbum Globalization. A música apresenta vocais do artista dancehall jamaicano Sean Paul e vocais adicionais de MC Federado.
"Ah Leke" serve como a primeira faixa de Globalization e apresenta vocais de Sean Paul e vocais adicionais de MC Federado.

## Discografia

### Singles
2012 — Passinho do Volante (Ah, Lelek Lek Lek)